# Gottfred Matthison-Hansen
Gottfred Matthison-Hansen   (Roskilde, 1 de novembre de 1832 - Copenhaguen, 14 d'octubre de 1909) fou un organista danès, fill de Hans Matthison-Hansen, germà de Waage Matthison-Hansen i oncle d'Aage i Frederik Matthison-Hansen.
Matthison-Hansen va ser un estudi de jurisprudència durant un temps, però aviat va seguir els passos del seu pare i es va convertir en organista, primer a l'alemany Frederikskyrkan a Copenhaguen el 1859, després a l'Església de Sant Joan el 1871 i a l'Església de la Trinitat el 1881. Es va convertir en professor en tocs d'orgue el 1867 i el 1884 també en toc de piano al Conservatori de Copenhaguen i el 1891 professor. Matthison-Hansen va fundar el 1864 amb l'associació musical Grieg, Nordraak i Horneman Euterpe, que va ser propietària de tres anys. Gottfred va concertar amb aclamacions a Alemanya i va llançar composicions sòlides per a piano, orgue, violí, violoncel i molt més.